# Lijst van vissen T-Z
Deze lijst van vissen T-Z bevat alle vissen beginnende met de letters T tot en met Z zoals opgenomen in FishBase. De lijst is gebaseerd op de wetenschappelijke naam van de vissoort. Voor de overige namen zie: Lijst van alle vissen.
1. Taaningichthys bathyphilus
2. Taaningichthys minimus
3. Taaningichthys paurolychnus
4. Tactostoma macropus
5. Taeniacara candidi
6. Taenianotus triacanthus
7. Taeniochromis holotaenia
8. Taenioides anguillaris
9. Taenioides buchanani
10. Taenioides caniscapulus
11. Taenioides cirratus
12. Taenioides eruptionis
13. Taenioides esquivel
14. Taenioides gracilis
15. Taenioides jacksoni
16. Taenioides kentalleni
17. Taenioides limicola
18. Taenioides mordax
19. Taenioides nigrimarginatus
20. Taenioides purpurascens
21. Taeniolethrinops cyrtonotus
22. Taeniolethrinops furcicauda
23. Taeniolethrinops laticeps
24. Taeniolethrinops praeorbitalis
25. Taeniopsetta ocellata
26. Taeniopsetta radula
27. Taeniura grabata
28. Taeniura lymma
29. Taeniura meyeni
30. Tahuantinsuyoa chipi
31. Tahuantinsuyoa macantzatza
32. Takifugu alboplumbeus
33. Takifugu bimaculatus
34. Takifugu chinensis
35. Takifugu chrysops
36. Takifugu coronoidus
37. Takifugu exascurus
38. Takifugu flavidus
39. Takifugu niphobles
40. Takifugu oblongus
41. Takifugu obscurus
42. Takifugu ocellatus
43. Takifugu pardalis
44. Takifugu plagiocellatus
45. Takifugu poecilonotus
46. Takifugu porphyreus
47. Takifugu pseudommus
48. Takifugu radiatus
49. Takifugu reticularis
50. Takifugu rubripes
51. Takifugu snyderi
52. Takifugu stictonotus
53. Takifugu variomaculatus
54. Takifugu vermicularis
55. Takifugu xanthopterus
56. Talismania antillarum
57. Talismania bifurcata
58. Talismania brachycephala
59. Talismania bussingi
60. Talismania filamentosa
61. Talismania homoptera
62. Talismania kotlyari
63. Talismania longifilis
64. Talismania mekistonema
65. Talismania okinawensis
66. Tamanka maculata
67. Tamanka siitensis
68. Tanakia lanceolata
69. Tanakia limbata
70. Tanakia tanago
71. Tanakius kitaharae
72. Tandanus bostocki
73. Tandanus tandanus
74. Tangachromis dhanisi
75. Tanganicodus irsacae
76. Tanganikallabes mortiauxi
77. Tanichthys albonubes
78. Tanichthys micagemmae
79. Tanichthys thacbaensis
80. Tanyemblemaria alleni
81. Taractes asper
82. Taractes rubescens
83. Taractichthys longipinnis
84. Taractichthys steindachneri
85. Taranetzella lyoderma
86. Taratretis derwentensis
87. Tarletonbeania crenularis
88. Tarletonbeania taylori
89. Tarphops elegans
90. Tarphops oligolepis
91. Tarsistes philippii
92. Tasmanogobius gloveri
93. Tasmanogobius lasti
94. Tasmanogobius lordi
95. Tateurndina ocellicauda
96. Tathicarpus butleri
97. Tatia aulopygia
98. Tatia boemia
99. Tatia brunnea
100. Tatia creutzbergi
101. Tatia dunni
102. Tatia galaxias
103. Tatia gyrina
104. Tatia intermedia
105. Tatia musaica
106. Tatia neivai
107. Tatia simplex
108. Tatia strigata
109. Taunayia bifasciata
110. Tauredophidium hextii
111. Taurocottus bergii
112. Taurulus bubalis
113. Tautoga onitis
114. Tautogolabrus adspersus
115. Tautogolabrus brandaonis
116. Teixeirichthys jordani
117. Teleocichla centisquama
118. Teleocichla centrarchus
119. Teleocichla cinderella
120. Teleocichla gephyrogramma
121. Teleocichla monogramma
122. Teleocichla prionogenys
123. Teleocichla proselytus
124. Teleogramma brichardi
125. Teleogramma depressum
126. Teleogramma gracile
127. Teleogramma monogramma
128. Telestes muticellus
129. Telmatherina abendanoni
130. Telmatherina antoniae
131. Telmatherina bonti
132. Telmatherina celebensis
133. Telmatherina obscura
134. Telmatherina opudi
135. Telmatherina prognatha
136. Telmatherina sarasinorum
137. Telmatherina wahjui
138. Telmatochromis bifrenatus
139. Telmatochromis brachygnathus
140. Telmatochromis brichardi
141. Telmatochromis burgeoni
142. Telmatochromis dhonti
143. Telmatochromis temporalis
144. Telmatochromis vittatus
145. Tembeassu marauna
146. Temera hardwickii
147. Temnocora candida
148. Tentoriceps cristatus
149. Tenualosa ilisha
150. Tenualosa macrura
151. Tenualosa reevesii
152. Tenualosa thibaudeaui
153. Tenualosa toli
154. Tephrinectes sinensis
155. Teramulus kieneri
156. Teramulus waterloti
157. Terapon jarbua
158. Terapon puta
159. Terapon theraps
160. Terateleotris aspro
161. Terelabrus rubrovittatus
162. Terranatos dolichopterus
163. Tetrabrachium ocellatum
164. Tetracamphilius angustifrons
165. Tetracamphilius clandestinus
166. Tetracamphilius notatus
167. Tetracamphilius pectinatus
168. Tetracentrum apogonoides
169. Tetracentrum caudovittatus
170. Tetracentrum honessi
171. Tetractenos glaber
172. Tetractenos hamiltoni
173. Tetragondacnus spilotus
174. Tetragonopterus argenteus
175. Tetragonopterus chalceus
176. Tetragonopterus lemniscatus
177. Tetragonurus atlanticus
178. Tetragonurus cuvieri
179. Tetragonurus pacificus
180. Tetranematichthys quadrifilis
181. Tetranematichthys wallacei
182. Tetraodon abei
183. Tetraodon baileyi
184. Tetraodon barbatus
185. Tetraodon biocellatus
186. Tetraodon cambodgiensis
187. Tetraodon cochinchinensis
188. Tetraodon cutcutia
189. Tetraodon duboisi
190. Tetraodon erythrotaenia
191. Tetraodon fluviatilis
192. Tetraodon implutus
193. Tetraodon kretamensis
194. Tetraodon leiurus
195. Tetraodon lineatus
196. Tetraodon mbu
197. Tetraodon miurus
198. Tetraodon nigroviridis
199. Tetraodon palembangensis
200. Tetraodon pustulatus
201. Tetraodon sabahensis
202. Tetraodon schoutedeni
203. Tetraodon suvattii
204. Tetraodon waandersii
205. Tetrapturus albidus
206. Tetrapturus angustirostris
207. Tetrapturus audax
208. Tetrapturus belone
209. Tetrapturus georgii
210. Tetrapturus pfluegeri
211. Tetraroge barbata
212. Tetraroge darnleyensis
213. Tetraroge niger
214. Tetrosomus concatenatus
215. Tetrosomus gibbosus
216. Tetrosomus reipublicae
217. Tetrosomus stellifer
218. Tewara cranwellae
219. Thalasseleotris adela
220. Thalasseleotris iota
221. Thalassenchelys coheni
222. Thalassenchelys foliaceus
223. Thalassobathia nelsoni
224. Thalassobathia pelagica
225. Thalassoma amblycephalum
226. Thalassoma ascensionis
227. Thalassoma ballieui
228. Thalassoma bifasciatum
229. Thalassoma cupido
230. Thalassoma duperrey
231. Thalassoma genivittatum
232. Thalassoma grammaticum
233. Thalassoma hardwicke
234. Thalassoma hebraicum
235. Thalassoma heiseri
236. Thalassoma jansenii
237. Thalassoma loxum
238. Thalassoma lucasanum
239. Thalassoma lunare
240. Thalassoma lutescens
241. Thalassoma newtoni
242. Thalassoma nigrofasciatum
243. Thalassoma noronhanum
244. Thalassoma pavo
245. Thalassoma purpureum
246. Thalassoma quinquevittatum
247. Thalassoma robertsoni
248. Thalassoma rueppellii
249. Thalassoma sanctaehelenae
250. Thalassoma septemfasciata
251. Thalassoma trilobatum
252. Thalassoma virens
253. Thalassophryne amazonica
254. Thalassophryne maculosa
255. Thalassophryne megalops
256. Thalassophryne montevidensis
257. Thalassophryne nattereri
258. Thalassophryne punctata
259. Thalassothia cirrhosa
260. Thaleichthys pacificus
261. Thamnaconus analis
262. Thamnaconus arenaceus
263. Thamnaconus degeni
264. Thamnaconus fajardoi
265. Thamnaconus fijiensis
266. Thamnaconus hypargyreus
267. Thamnaconus melanoproctes
268. Thamnaconus modestoides
269. Thamnaconus modestus
270. Thamnaconus paschalis
271. Thamnaconus septentrionalis
272. Thamnaconus striatus
273. Thamnaconus tessellatus
274. Thaumatichthys axeli
275. Thaumatichthys binghami
276. Thaumatichthys pagidostomus
277. Thayeria boehlkei
278. Thayeria ifati
279. Thayeria obliqua
280. Theragra chalcogramma
281. Theragra finnmarchica
282. Theraps coeruleus
283. Theraps irregularis
284. Theraps lentiginosus
285. Theraps wesseli
286. Thermarces andersoni
287. Thermarces cerberus
288. Thermarces pelophilum
289. Thermichthys hollisi
290. Thermobiotes mytilogeiton
291. Thoburnia atripinnis
292. Thoburnia hamiltoni
293. Thoburnia rhothoeca
294. Thoracocharax securis
295. Thoracocharax stellatus
296. Thoracochromis albolabris
297. Thoracochromis brauschi
298. Thoracochromis buysi
299. Thoracochromis callichromus
300. Thorichthys affinis
301. Thorichthys aureus
302. Thorichthys callolepis
303. Thorichthys ellioti
304. Thorichthys helleri
305. Thorichthys meeki
306. Thorichthys pasionis
307. Thorichthys socolofi
308. Thorogobius angolensis
309. Thorogobius ephippiatus
310. Thorogobius macrolepis
311. Thorogobius rofeni
312. Thorophos euryops
313. Thorophos nexilis
314. Thrattidion noctivagus
315. Threpterius maculosus
316. Thrissobrycon pectinifer
317. Thryssa adelae
318. Thryssa aestuaria
319. Thryssa baelama
320. Thryssa brevicauda
321. Thryssa chefuensis
322. Thryssa dayi
323. Thryssa dussumieri
324. Thryssa encrasicholoides
325. Thryssa gautamiensis
326. Thryssa hamiltonii
327. Thryssa kammalensis
328. Thryssa kammalensoides
329. Thryssa malabarica
330. Thryssa marasriae
331. Thryssa mystax
332. Thryssa polybranchialis
333. Thryssa purava
334. Thryssa rastrosa
335. Thryssa scratchleyi
336. Thryssa setirostris
337. Thryssa spinidens
338. Thryssa stenosoma
339. Thryssa vitrirostris
340. Thryssa whiteheadi
341. Thryssocypris ornithostoma
342. Thryssocypris smaragdinus
343. Thryssocypris tonlesapensis
344. Thunnus alalunga
345. Thunnus albacares
346. Thunnus atlanticus
347. Thunnus maccoyii
348. Thunnus obesus
349. Thunnus orientalis
350. Thunnus thynnus
351. Thunnus tonggol
352. Thymallus arcticus arcticus
353. Thymallus arcticus baicalensis
354. Thymallus brevipinnis
355. Thymallus brevirostris
356. Thymallus burejensis
357. Thymallus grubii flavomaculatus
358. Thymallus grubii grubii
359. Thymallus mertensii
360. Thymallus nigrescens
361. Thymallus pallasii
362. Thymallus thymallus
363. Thymallus tugarinae
364. Thymallus yaluensis
365. Thynnichthys polylepis
366. Thynnichthys sandkhol
367. Thynnichthys thynnoides
368. Thynnichthys vaillanti
369. Thyriscus anoplus
370. Thyrsites atun
371. Thyrsitoides marleyi
372. Thyrsitops lepidopoides
373. Thysanactis dentex
374. Thysanichthys crossotus
375. Thysanichthys evides
376. Thysanophrys armata
377. Thysanophrys celebica
378. Thysanophrys chiltonae
379. Thysanophrys cirronasa
380. Thysanophrys longirostris
381. Thysanophrys papillaris
382. Thysanopsetta naresi
383. Thysochromis annectens
384. Thysochromis ansorgii
385. Tilapia bakossiorum
386. Tilapia baloni
387. Tilapia bemini
388. Tilapia bilineata
389. Tilapia brevimanus
390. Tilapia busumana
391. Tilapia buttikoferi
392. Tilapia bythobates
393. Tilapia cabrae
394. Tilapia cameronensis
395. Tilapia camerunensis
396. Tilapia cessiana
397. Tilapia coffea
398. Tilapia congica
399. Tilapia dageti
400. Tilapia deckerti
401. Tilapia discolor
402. Tilapia flava
403. Tilapia guinasana
404. Tilapia guineensis
405. Tilapia gutturosa
406. Tilapia imbriferna
407. Tilapia ismailiaensis
408. Tilapia jallae
409. Tilapia joka
410. Tilapia kottae
411. Tilapia louka
412. Tilapia margaritacea
413. Tilapia mariae
414. Tilapia nyongana
415. Tilapia rendalli
416. Tilapia rheophila
417. Tilapia ruweti
418. Tilapia snyderae
419. Tilapia sparrmanii
420. Tilapia spongotroktis
421. Tilapia tholloni
422. Tilapia thysi
423. Tilapia walteri
424. Tilapia zillii
425. Tilesina gibbosa
426. Tilodon sexfasciatum
427. Tinca tinca
428. Tocantinsia piresi
429. Tometes lebaili
430. Tometes makue
431. Tometes trilobatus
432. Tomeurus gracilis
433. Tomicodon absitus
434. Tomicodon abuelorum
435. Tomicodon australis
436. Tomicodon bidens
437. Tomicodon boehlkei
438. Tomicodon briggsi
439. Tomicodon chilensis
440. Tomicodon clarkei
441. Tomicodon cryptus
442. Tomicodon eos
443. Tomicodon fasciatus
444. Tomicodon humeralis
445. Tomicodon lavettsmithi
446. Tomicodon leurodiscus
447. Tomicodon myersi
448. Tomicodon petersii
449. Tomicodon prodomus
450. Tomicodon reitzae
451. Tomicodon rhabdotus
452. Tomicodon rupestris
453. Tomicodon vermiculatus
454. Tomicodon zebra
455. Tominanga aurea
456. Tominanga sanguicauda
457. Tomiyamichthys alleni
458. Tomiyamichthys fourmanoiri
459. Tomiyamichthys lanceolatus
460. Tomiyamichthys latruncularius
461. Tomiyamichthys oni
462. Tomiyamichthys praealta
463. Tomiyamichthys smithi
464. Tomiyamichthys tanyspilus
465. Tomocichla asfraci
466. Tomocichla sieboldii
467. Tomocichla tuba
468. Tondanichthys kottelati
469. Tongaichthys robustus
470. Tonlesapia tsukawakii
471. Tor ater
472. Tor barakae
473. Tor douronensis
474. Tor hemispinus
475. Tor khudree
476. Tor kulkarnii
477. Tor laterivittatus
478. Tor macrolepis
479. Tor malabaricus
480. Tor mussullah
481. Tor polylepis
482. Tor progeneius
483. Tor putitora
484. Tor qiaojiensis
485. Tor sinensis
486. Tor soro
487. Tor tambra
488. Tor tambroides
489. Tor tor
490. Tor yingjiangensis
491. Tor yunnanensis
492. Torpedo adenensis
493. Torpedo alexandrinsis
494. Torpedo andersoni
495. Torpedo bauchotae
496. Torpedo californica
497. Torpedo fairchildi
498. Torpedo formosa
499. Torpedo fuscomaculata
500. Torpedo mackayana
501. Torpedo macneilli
502. Torpedo marmorata
503. Torpedo microdiscus
504. Torpedo nobiliana
505. Torpedo panthera
506. Torpedo peruana
507. Torpedo puelcha
508. Torpedo semipelagica
509. Torpedo sinuspersici
510. Torpedo suessii
511. Torpedo tokionis
512. Torpedo torpedo
513. Torpedo tremens
514. Torquigener altipinnis
515. Torquigener andersonae
516. Torquigener balteus
517. Torquigener brevipinnis
518. Torquigener flavimaculosus
519. Torquigener florealis
520. Torquigener gloerfelti
521. Torquigener hicksi
522. Torquigener hypselogeneion
523. Torquigener pallimaculatus
524. Torquigener parcuspinus
525. Torquigener paxtoni
526. Torquigener perlevis
527. Torquigener pleurogramma
528. Torquigener randalli
529. Torquigener squamicauda
530. Torquigener tuberculiferus
531. Torquigener vicinus
532. Torquigener whitleyi
533. Tosana niwae
534. Tosanoides filamentosus
535. Tosanoides flavofasciatus
536. Tosarhombus brevis
537. Tosarhombus longimanus
538. Tosarhombus neocaledonicus
539. Tosarhombus nielseni
540. Tosarhombus octoculatus
541. Tosarhombus smithi
542. Totoaba macdonaldi
543. Toxabramis hoffmanni
544. Toxabramis hotayensis
545. Toxabramis houdemeri
546. Toxabramis maensis
547. Toxabramis nhatleensis
548. Toxabramis swinhonis
549. Toxotes blythii
550. Toxotes chatareus
551. Toxotes jaculatrix
552. Toxotes kimberleyensis
553. Toxotes lorentzi
554. Toxotes microlepis
555. Toxotes oligolepis
556. Traccatichthys pulcher
557. Traccatichthys taeniatus
558. Trachelochismus melobesia
559. Trachelochismus pinnulatus
560. Trachelyichthys decaradiatus
561. Trachelyichthys exilis
562. Trachelyopterichthys anduzei
563. Trachelyopterichthys taeniatus
564. Trachelyopterus albicrux
565. Trachelyopterus amblops
566. Trachelyopterus analis
567. Trachelyopterus brevibarbis
568. Trachelyopterus ceratophysus
569. Trachelyopterus coriaceus
570. Trachelyopterus fisheri
571. Trachelyopterus galeatus
572. Trachelyopterus insignis
573. Trachelyopterus isacanthus
574. Trachelyopterus lacustris
575. Trachelyopterus leopardinus
576. Trachelyopterus lucenai
577. Trachelyopterus peloichthys
578. Trachelyopterus striatulus
579. Trachelyopterus teaguei
580. Trachicephalus uranoscopus
581. Trachichthys australis
582. Trachidermus fasciatus
583. Trachinocephalus myops
584. Trachinops brauni
585. Trachinops caudimaculatus
586. Trachinops noarlungae
587. Trachinops taeniatus
588. Trachinotus africanus
589. Trachinotus anak
590. Trachinotus baillonii
591. Trachinotus blochii
592. Trachinotus botla
593. Trachinotus carolinus
594. Trachinotus cayennensis
595. Trachinotus coppingeri
596. Trachinotus falcatus
597. Trachinotus goodei
598. Trachinotus goreensis
599. Trachinotus kennedyi
600. Trachinotus marginatus
601. Trachinotus maxillosus
602. Trachinotus mookalee
603. Trachinotus ovatus
604. Trachinotus paitensis
605. Trachinotus rhodopus
606. Trachinotus stilbe
607. Trachinotus teraia
608. Trachinus araneus
609. Trachinus armatus
610. Trachinus collignoni
611. Trachinus cornutus
612. Trachinus draco
613. Trachinus lineolatus
614. Trachinus pellegrini
615. Trachinus radiatus
616. Trachipterus altivelis
617. Trachipterus arcticus
618. Trachipterus fukuzakii
619. Trachipterus ishikawae
620. Trachipterus jacksonensis
621. Trachipterus trachypterus
622. Trachonurus gagates
623. Trachonurus robinsi
624. Trachonurus sentipellis
625. Trachonurus sulcatus
626. Trachonurus villosus
627. Trachonurus yiwardaus
628. Trachurus aleevi
629. Trachurus capensis
630. Trachurus declivis
631. Trachurus delagoa
632. Trachurus indicus
633. Trachurus japonicus
634. Trachurus lathami
635. Trachurus longimanus
636. Trachurus mediterraneus
637. Trachurus murphyi
638. Trachurus novaezelandiae
639. Trachurus picturatus
640. Trachurus symmetricus
641. Trachurus trachurus
642. Trachurus trecae
643. Trachycorystes cratensis
644. Trachycorystes obscurus
645. Trachycorystes porosus
646. Trachycorystes trachycorystes
647. Trachydoras brevis
648. Trachydoras microstomus
649. Trachydoras nattereri
650. Trachydoras paraguayensis
651. Trachydoras steindachneri
652. Trachyglanis ineac
653. Trachyglanis intermedius
654. Trachyglanis minutus
655. Trachyglanis sanghensis
656. Trachypoma macracanthus
657. Trachyrhamphus bicoarctatus
658. Trachyrhamphus longirostris
659. Trachyrhamphus serratus
660. Trachyrincus aphyodes
661. Trachyrincus helolepis
662. Trachyrincus longirostris
663. Trachyrincus murrayi
664. Trachyrincus scabrus
665. Trachyrincus villegai
666. Trachyscorpia carnomagula
667. Trachyscorpia cristulata cristulata
668. Trachyscorpia cristulata echinata
669. Trachyscorpia eschmeyeri
670. Trachyscorpia longipedicula
671. Trachyscorpia osheri
672. Tragulichthys jaculiferus
673. Tramitichromis brevis
674. Tramitichromis intermedius
675. Tramitichromis lituris
676. Tramitichromis trilineata
677. Tramitichromis variabilis
678. Travancoria elongata
679. Travancoria jonesi
680. Trematocara caparti
681. Trematocara kufferathi
682. Trematocara macrostoma
683. Trematocara marginatum
684. Trematocara nigrifrons
685. Trematocara stigmaticum
686. Trematocara unimaculatum
687. Trematocara variabile
688. Trematocara zebra
689. Trematocranus labifer
690. Trematocranus microstoma
691. Trematocranus placodon
692. Trematomus bernacchii
693. Trematomus eulepidotus
694. Trematomus hansoni
695. Trematomus lepidorhinus
696. Trematomus loennbergii
697. Trematomus newnesi
698. Trematomus nicolai
699. Trematomus pennellii
700. Trematomus scotti
701. Trematomus tokarevi
702. Trematomus vicarius
703. Triacanthodes anomalus
704. Triacanthodes ethiops
705. Triacanthodes indicus
706. Triacanthodes intermedius
707. Triacanthus biaculeatus
708. Triacanthus nieuhofii
709. Triaenodon obesus
710. Triaenopogon microsquamis
711. Triakis acutipinna
712. Triakis maculata
713. Triakis megalopterus
714. Triakis scyllium
715. Triakis semifasciata
716. Trianectes bucephalus
717. Triathalassothia argentina
718. Triathalassothia lambaloti
719. Tribolodon brandtii
720. Tribolodon ezoe
721. Tribolodon hakonensis
722. Tribolodon nakamurai
723. Trichiurus auriga
724. Trichiurus australis
725. Trichiurus brevis
726. Trichiurus gangeticus
727. Trichiurus lepturus
728. Trichiurus margarites
729. Trichiurus nanhaiensis
730. Trichiurus nickolensis
731. Trichiurus russelli
732. Trichocottus brashnikovi
733. Trichodon trichodon
734. Trichogaster chuna
735. Trichogaster leerii
736. Trichogaster microlepis
737. Trichogaster pectoralis
738. Trichogaster trichopterus
739. Trichogenes longipinnis
740. Trichomycterus aguarague
741. Trichomycterus albinotatus
742. Trichomycterus alternatus
743. Trichomycterus alterus
744. Trichomycterus areolatus
745. Trichomycterus arleoi
746. Trichomycterus auroguttatus
747. Trichomycterus bahianus
748. Trichomycterus banneaui
749. Trichomycterus barbouri
750. Trichomycterus belensis
751. Trichomycterus bogotensis
752. Trichomycterus bomboizanus
753. Trichomycterus borellii
754. Trichomycterus boylei
755. Trichomycterus brasiliensis
756. Trichomycterus caliensis
757. Trichomycterus candidus
758. Trichomycterus castroi
759. Trichomycterus catamarcensis
760. Trichomycterus caudofasciatus
761. Trichomycterus celsae
762. Trichomycterus chaberti
763. Trichomycterus chapmani
764. Trichomycterus chiltoni
765. Trichomycterus chungaraensis
766. Trichomycterus concolor
767. Trichomycterus conradi
768. Trichomycterus corduvensis
769. Trichomycterus crassicaudatus
770. Trichomycterus cubataonis
771. Trichomycterus davisi
772. Trichomycterus diabolus
773. Trichomycterus dispar
774. Trichomycterus dorsostriatum
775. Trichomycterus duellmani
776. Trichomycterus emanueli
777. Trichomycterus fassli
778. Trichomycterus florense
779. Trichomycterus gabrieli
780. Trichomycterus giganteus
781. Trichomycterus goeldii
782. Trichomycterus gorgona
783. Trichomycterus guaraquessaba
784. Trichomycterus guianense
785. Trichomycterus hasemani
786. Trichomycterus heterodontus
787. Trichomycterus igobi
788. Trichomycterus iheringi
789. Trichomycterus immaculatus
790. Trichomycterus itacambirussu
791. Trichomycterus itacarambiensis
792. Trichomycterus itatiayae
793. Trichomycterus jacupiranga
794. Trichomycterus jequitinhonhae
795. Trichomycterus johnsoni
796. Trichomycterus knerii
797. Trichomycterus landinga
798. Trichomycterus latidens
799. Trichomycterus latistriatus
800. Trichomycterus laucaensis
801. Trichomycterus lewi
802. Trichomycterus longibarbatus
803. Trichomycterus maracaiboensis
804. Trichomycterus maracaya
805. Trichomycterus mboycy
806. Trichomycterus megantoni
807. Trichomycterus meridae
808. Trichomycterus migrans
809. Trichomycterus mimonha
810. Trichomycterus mirissumba
811. Trichomycterus mondolfi
812. Trichomycterus motatanensis
813. Trichomycterus naipi
814. Trichomycterus nigricans
815. Trichomycterus nigromaculatus
816. Trichomycterus pantherinus
817. Trichomycterus paolence
818. Trichomycterus papilliferus
819. Trichomycterus paquequerense
820. Trichomycterus pauciradiatus
821. Trichomycterus piurae
822. Trichomycterus plumbeus
823. Trichomycterus potschi
824. Trichomycterus pradensis
825. Trichomycterus pseudosilvinichthys
826. Trichomycterus punctatissimus
827. Trichomycterus punctulatus
828. Trichomycterus ramosus
829. Trichomycterus regani
830. Trichomycterus reinhardti
831. Trichomycterus retropinnis
832. Trichomycterus riojanus
833. Trichomycterus rivulatus
834. Trichomycterus roigi
835. Trichomycterus romeroi
836. Trichomycterus sandovali
837. Trichomycterus santaeritae
838. Trichomycterus santanderensis
839. Trichomycterus septentrionale
840. Trichomycterus spegazzinii
841. Trichomycterus spelaeus
842. Trichomycterus spilosoma
843. Trichomycterus stawiarski
844. Trichomycterus stellatus
845. Trichomycterus straminius
846. Trichomycterus striatus
847. Trichomycterus taczanowskii
848. Trichomycterus taenia
849. Trichomycterus taeniops
850. Trichomycterus taroba
851. Trichomycterus tenuis
852. Trichomycterus therma
853. Trichomycterus tiraquae
854. Trichomycterus transandianus
855. Trichomycterus travassosi
856. Trichomycterus trefauti
857. Trichomycterus triguttatus
858. Trichomycterus tupinamba
859. Trichomycterus unicolor
860. Trichomycterus variegatus
861. Trichomycterus venulosus
862. Trichomycterus vermiculatus
863. Trichomycterus vittatus
864. Trichomycterus weyrauchi
865. Trichomycterus yuska
866. Trichomycterus zonatus
867. Trichonotus arabicus
868. Trichonotus cyclograptus
869. Trichonotus elegans
870. Trichonotus filamentosus
871. Trichonotus halstead
872. Trichonotus marleyi
873. Trichonotus nikii
874. Trichonotus setiger
875. Trichopsetta caribbaea
876. Trichopsetta melasma
877. Trichopsetta orbisulcus
878. Trichopsetta ventralis
879. Trichopsis pumila
880. Trichopsis schalleri
881. Trichopsis vittata
882. Tricuspidalestes caeruleus
883. Tridens melanops
884. Tridensimilis brevis
885. Tridensimilis venezuelae
886. Tridentiger barbatus
887. Tridentiger bifasciatus
888. Tridentiger brevispinis
889. Tridentiger kuroiwae
890. Tridentiger nudicervicus
891. Tridentiger obscurus
892. Tridentiger trigonocephalus
893. Tridentopsis cahuali
894. Tridentopsis pearsoni
895. Tridentopsis tocantinsi
896. Trigla lyra
897. Triglachromis otostigma
898. Trigloporus lastoviza
899. Triglops dorothy
900. Triglops forficatus
901. Triglops jordani
902. Triglops macellus
903. Triglops metopias
904. Triglops murrayi
905. Triglops nybelini
906. Triglops pingelii
907. Triglops scepticus
908. Triglops xenostethus
909. Triglopsis quadricornis
910. Trigonectes aplocheiloides
911. Trigonectes balzanii
912. Trigonectes macrophthalmus
913. Trigonectes rogoaguae
914. Trigonectes rubromarginatus
915. Trigonectes strigabundus
916. Trigonognathus kabeyai
917. Trigonolampa miriceps
918. Trigonostigma espei
919. Trigonostigma hengeli
920. Trigonostigma heteromorpha
921. Trigonostigma somphongsi
922. Trimma agrena
923. Trimma anaima
924. Trimma annosum
925. Trimma anthrenum
926. Trimma avidori
927. Trimma barralli
928. Trimma benjamini
929. Trimma bisella
930. Trimma caesiura
931. Trimma cana
932. Trimma corallinum
933. Trimma dalerocheila
934. Trimma emeryi
935. Trimma eviotops
936. Trimma fangi
937. Trimma filamentosus
938. Trimma fishelsoni
939. Trimma flammeum
940. Trimma flavatrum
941. Trimma flavicaudatus
942. Trimma fraena
943. Trimma fucatum
944. Trimma gigantum
945. Trimma grammistes
946. Trimma griffithsi
947. Trimma haima
948. Trimma halonevum
949. Trimma hayashii
950. Trimma hoesei
951. Trimma kudoi
952. Trimma lantana
953. Trimma macrophthalma
954. Trimma marinae
955. Trimma mendelssohni
956. Trimma milta
957. Trimma nasa
958. Trimma naudei
959. Trimma necopinus
960. Trimma nomurai
961. Trimma okinawae
962. Trimma omanensis
963. Trimma preclarum
964. Trimma randalli
965. Trimma rubromaculatus
966. Trimma sanguinellus
967. Trimma sheppardi
968. Trimma sostra
969. Trimma squamicana
970. Trimma stobbsi
971. Trimma striata
972. Trimma tauroculum
973. Trimma taylori
974. Trimma tevegae
975. Trimma unisquamis
976. Trimma volcana
977. Trimma winchi
978. Trimma winterbottomi
979. Trimma woutsi
980. Trimma yanagitai
981. Trimma yanoi
982. Trimmatom macropodus
983. Trimmatom nanus
984. Trimmatom offucius
985. Trimmatom pharus
986. Trimmatom sagma
987. Trimmatom zapotes
988. Trinectes fimbriatus
989. Trinectes fluviatilis
990. Trinectes fonsecensis
991. Trinectes inscriptus
992. Trinectes maculatus
993. Trinectes microphthalmus
994. Trinectes opercularis
995. Trinectes paulistanus
996. Trinectes xanthurus
997. Trinorfolkia clarkei
998. Trinorfolkia cristata
999. Trinorfolkia incisa
1000. Triodon macropterus
1001. Triphoturus mexicanus
1002. Triphoturus nigrescens
1003. Triphoturus oculeum
1004. Triplophos hemingi
1005. Triplophysa alexandrae
1006. Triplophysa aliensis
1007. Triplophysa alticeps
1008. Triplophysa angeli
1009. Triplophysa anterodorsalis
1010. Triplophysa aquaecaeruleae
1011. Triplophysa arnoldii
1012. Triplophysa bleekeri
1013. Triplophysa bombifrons
1014. Triplophysa brahui
1015. Triplophysa brevicauda
1016. Triplophysa cakaensis
1017. Triplophysa chandagaitensis
1018. Triplophysa chondrostoma
1019. Triplophysa choprai
1020. Triplophysa coniptera
1021. Triplophysa crassilabris
1022. Triplophysa cuneicephala
1023. Triplophysa dalaica
1024. Triplophysa daqiaoensis
1025. Triplophysa dorsalis
1026. Triplophysa edsinica
1027. Triplophysa eugeniae
1028. Triplophysa farwelli
1029. Triplophysa flavicorpus
1030. Triplophysa furva
1031. Triplophysa fuxianensis
1032. Triplophysa gejiuensis
1033. Triplophysa gerzeensis
1034. Triplophysa gracilis
1035. Triplophysa grahami
1036. Triplophysa griffithi
1037. Triplophysa gundriseri
1038. Triplophysa hazaraensis
1039. Triplophysa herzensteini
1040. Triplophysa hexiensis
1041. Triplophysa heyangensis
1042. Triplophysa hialmari
1043. Triplophysa hsutschouensis
1044. Triplophysa hutjertjuensis
1045. Triplophysa incipiens
1046. Triplophysa intermedia
1047. Triplophysa kashmirensis
1048. Triplophysa kaznakowi
1049. Triplophysa kullmanni
1050. Triplophysa labiata
1051. Triplophysa lacustris
1052. Triplophysa ladacensis
1053. Triplophysa laterimaculata
1054. Triplophysa laticeps
1055. Triplophysa leptosoma
1056. Triplophysa lixianensis
1057. Triplophysa longianguis
1058. Triplophysa macromaculata
1059. Triplophysa macrophthalma
1060. Triplophysa markehenensis
1061. Triplophysa marmorata
1062. Triplophysa microphthalma
1063. Triplophysa microphysa
1064. Triplophysa microps
1065. Triplophysa minuta
1066. Triplophysa minxianensis
1067. Triplophysa moquensis
1068. Triplophysa nandanensis
1069. Triplophysa nanpanjiangensis
1070. Triplophysa nasobarbatula
1071. Triplophysa naziri
1072. Triplophysa ninglangensis
1073. Triplophysa nujiangensa
1074. Triplophysa obscura
1075. Triplophysa obtusirostra
1076. Triplophysa orientalis
1077. Triplophysa pappenheimi
1078. Triplophysa polyfasciata
1079. Triplophysa pseudoscleroptera
1080. Triplophysa robusta
1081. Triplophysa rosa
1082. Triplophysa rossoperegrinatorum
1083. Triplophysa rotundiventris
1084. Triplophysa scapanognatha
1085. Triplophysa scleroptera
1086. Triplophysa sellaefer
1087. Triplophysa shaanxiensis
1088. Triplophysa shehensis
1089. Triplophysa shilinensis
1090. Triplophysa siluroides
1091. Triplophysa stenura
1092. Triplophysa stewarti
1093. Triplophysa stoliczkai
1094. Triplophysa strauchii strauchii
1095. Triplophysa strauchii ulacholicus
1096. Triplophysa tanggulaensis
1097. Triplophysa tenuicauda
1098. Triplophysa tenuis
1099. Triplophysa tianeensis
1100. Triplophysa tibetana
1101. Triplophysa trewavasae
1102. Triplophysa turpanensis
1103. Triplophysa venusta
1104. Triplophysa wuweiensis
1105. Triplophysa xiangshuingensis
1106. Triplophysa xichangensis
1107. Triplophysa xingshanensis
1108. Triplophysa xiqiensis
1109. Triplophysa yaopeizhii
1110. Triplophysa yarkandensis macroptera
1111. Triplophysa yarkandensis yarkandensis
1112. Triplophysa yasinensis
1113. Triplophysa yunnanensis
1114. Triplophysa zamegacephala
1115. Triplophysa zhaoi
1116. Triplophysa zhenfengensis
1117. Tripodichthys angustifrons
1118. Tripodichthys blochii
1119. Tripodichthys oxycephalus
1120. Triportheus albus
1121. Triportheus angulatus
1122. Triportheus auritus
1123. Triportheus brachipomus
1124. Triportheus culter
1125. Triportheus curtus
1126. Triportheus elongatus
1127. Triportheus guentheri
1128. Triportheus magdalenae
1129. Triportheus nematurus
1130. Triportheus orinocensis
1131. Triportheus pantanensis
1132. Triportheus paranensis
1133. Triportheus pictus
1134. Triportheus rotundatus
1135. Triportheus signatus
1136. Triportheus trifurcatus
1137. Triportheus venezuelensis
1138. Tripterodon orbis
1139. Tripterophycis gilchristi
1140. Tripterophycis svetovidovi
1141. Tripterygion delaisi
1142. Tripterygion melanurus
1143. Tripterygion tartessicum
1144. Tripterygion tripteronotus
1145. Triso dermopterus
1146. Trisopterus esmarkii
1147. Trisopterus luscus
1148. Trisopterus minutus
1149. Tristramella sacra
1150. Tristramella simonis intermedia
1151. Tristramella simonis magdalenae
1152. Tristramella simonis simonis
1153. Trixiphichthys weberi
1154. Troglocyclocheilus khammouanensis
1155. Trogloglanis pattersoni
1156. Tropheus annectens
1157. Tropheus brichardi
1158. Tropheus duboisi
1159. Tropheus kasabae
1160. Tropheus moorii
1161. Tropheus polli
1162. Tropidophoxinellus hellenicus
1163. Tropidophoxinellus spartiaticus
1164. Trygonoptera galba
1165. Trygonoptera imitata
1166. Trygonoptera mucosa
1167. Trygonoptera ovalis
1168. Trygonoptera personata
1169. Trygonoptera testacea
1170. Trygonorrhina fasciata
1171. Trygonorrhina melaleuca
1172. Trypauchen pelaeos
1173. Trypauchen raha
1174. Trypauchen taenia
1175. Trypauchen vagina
1176. Trypauchenichthys larsonae
1177. Trypauchenichthys sumatrensis
1178. Trypauchenichthys typus
1179. Trypauchenopsis intermedius
1180. Tryssogobius colini
1181. Tryssogobius flavolineatus
1182. Tryssogobius longipes
1183. Tryssogobius nigrolineatus
1184. Tryssogobius porosus
1185. Tryssogobius quinquespinus
1186. Tuamotuichthys bispinosus
1187. Tuamotuichthys marshallensis
1188. Tubbia tasmanica
1189. Tuberoschistura baenzigeri
1190. Tuberoschistura cambodgiensis
1191. Tucanoichthys tucano
1192. Tukugobius philippinus
1193. Turcinoemacheilus kosswigi
1194. Tydemania navigatoris
1195. Tylerius spinosissimus
1196. Tylochromis aristoma
1197. Tylochromis bangwelensis
1198. Tylochromis elongatus
1199. Tylochromis intermedius
1200. Tylochromis jentinki
1201. Tylochromis labrodon
1202. Tylochromis lateralis
1203. Tylochromis leonensis
1204. Tylochromis microdon
1205. Tylochromis mylodon
1206. Tylochromis polylepis
1207. Tylochromis praecox
1208. Tylochromis pulcher
1209. Tylochromis regani
1210. Tylochromis robertsi
1211. Tylochromis sudanensis
1212. Tylochromis trewavasae
1213. Tylochromis variabilis
1214. Tylosurus acus acus
1215. Tylosurus acus imperialis
1216. Tylosurus acus melanotus
1217. Tylosurus acus rafale
1218. Tylosurus choram
1219. Tylosurus crocodilus crocodilus
1220. Tylosurus crocodilus fodiator
1221. Tylosurus gavialoides
1222. Tylosurus pacificus
1223. Tylosurus punctulatus
1224. Typhlachirus caecus
1225. Typhleotris madagascariensis
1226. Typhleotris pauliani
1227. Typhliasina pearsei
1228. Typhlichthys subterraneus
1229. Typhlobarbus nudiventris
1230. Typhlobelus guacamaya
1231. Typhlobelus lundbergi
1232. Typhlobelus macromycterus
1233. Typhlobelus ternetzi
1234. Typhlogarra widdowsoni
1235. Typhlogobius californiensis
1236. Typhlonarke aysoni
1237. Typhlonarke tarakea
1238. Typhlonus nasus
1239. Tyrannochromis macrostoma
1240. Tyrannochromis maculiceps
1241. Tyrannochromis nigriventer
1242. Tyrannochromis polyodon
1243. Tyrannophryne pugnax
1244. Tyson belos
1245. Tyttobrycon dorsimaculatus
1246. Tyttobrycon hamatus
1247. Tyttobrycon spinosus
1248. Tyttobrycon xeruini
1249. Tyttocharax cochui
1250. Tyttocharax madeirae
1251. Tyttocharax tambopatensis
1252. Uaru amphiacanthoides
1253. Uaru fernandezyepezi
1254. Ucla xenogrammus
1255. Uegitglanis zammaranoi
1256. Ulcina olrikii
1257. Ulua aurochs
1258. Ulua mentalis
1259. Ulvaria subbifurcata
1260. Umbra krameri
1261. Umbra limi
1262. Umbra pygmaea
1263. Umbrina analis
1264. Umbrina broussonnetii
1265. Umbrina bussingi
1266. Umbrina canariensis
1267. Umbrina canosai
1268. Umbrina cirrosa
1269. Umbrina coroides
1270. Umbrina dorsalis
1271. Umbrina galapagorum
1272. Umbrina imberbis
1273. Umbrina milliae
1274. Umbrina reedi
1275. Umbrina roncador
1276. Umbrina ronchus
1277. Umbrina steindachneri
1278. Umbrina wintersteeni
1279. Umbrina xanti
1280. Uncisudis advena
1281. Uncisudis longirostra
1282. Uncisudis posteropelvis
1283. Uncisudis quadrimaculata
1284. Ungusurculus collettei
1285. Ungusurculus komodoensis
1286. Ungusurculus philippinensis
1287. Ungusurculus riauensis
1288. Ungusurculus sundaensis
1289. Ungusurculus williamsis
1290. Upeneichthys lineatus
1291. Upeneichthys stotti
1292. Upeneichthys vlamingii
1293. Upeneus arge
1294. Upeneus asymmetricus
1295. Upeneus australiae
1296. Upeneus crosnieri
1297. Upeneus davidaromi
1298. Upeneus doriae
1299. Upeneus filifer
1300. Upeneus francisi
1301. Upeneus guttatus
1302. Upeneus japonicus
1303. Upeneus luzonius
1304. Upeneus mascareinsis
1305. Upeneus moluccensis
1306. Upeneus mouthami
1307. Upeneus parvus
1308. Upeneus pori
1309. Upeneus quadrilineatus
1310. Upeneus subvittatus
1311. Upeneus sulphureus
1312. Upeneus sundaicus
1313. Upeneus taeniopterus
1314. Upeneus tragula
1315. Upeneus vittatus
1316. Upeneus xanthogrammus
1317. Uranoscopus affinis
1318. Uranoscopus albesca
1319. Uranoscopus archionema
1320. Uranoscopus bauchotae
1321. Uranoscopus bicinctus
1322. Uranoscopus cadenati
1323. Uranoscopus chinensis
1324. Uranoscopus cognatus
1325. Uranoscopus crassiceps
1326. Uranoscopus dahlakensis
1327. Uranoscopus dollfusi
1328. Uranoscopus filibarbis
1329. Uranoscopus fuscomaculatus
1330. Uranoscopus guttatus
1331. Uranoscopus japonicus
1332. Uranoscopus kaianus
1333. Uranoscopus marisrubri
1334. Uranoscopus marmoratus
1335. Uranoscopus oligolepis
1336. Uranoscopus polli
1337. Uranoscopus scaber
1338. Uranoscopus sulphureus
1339. Uranoscopus tosae
1340. Uraspis helvola
1341. Uraspis secunda
1342. Uraspis uraspis
1343. Urobatis concentricus
1344. Urobatis halleri
1345. Urobatis jamaicensis
1346. Urobatis maculatus
1347. Urobatis marmoratus
1348. Urobatis tumbesensis
1349. Urocampus carinirostris
1350. Urocampus nanus
1351. Uroconger erythraeus
1352. Uroconger lepturus
1353. Uroconger syringinus
1354. Urogymnus asperrimus
1355. Urogymnus ukpam
1356. Urolophus armatus
1357. Urolophus aurantiacus
1358. Urolophus bucculentus
1359. Urolophus circularis
1360. Urolophus cruciatus
1361. Urolophus deforgesi
1362. Urolophus expansus
1363. Urolophus flavomosaicus
1364. Urolophus gigas
1365. Urolophus javanicus
1366. Urolophus kaianus
1367. Urolophus kapalensis
1368. Urolophus lobatus
1369. Urolophus mitosis
1370. Urolophus neocaledoniensis
1371. Urolophus orarius
1372. Urolophus papilio
1373. Urolophus paucimaculatus
1374. Urolophus piperatus
1375. Urolophus sufflavus
1376. Urolophus viridis
1377. Urolophus westraliensis
1378. Urophycis brasiliensis
1379. Urophycis chuss
1380. Urophycis cirrata
1381. Urophycis earllii
1382. Urophycis floridana
1383. Urophycis mystacea
1384. Urophycis regia
1385. Urophycis tenuis
1386. Uropterygius concolor
1387. Uropterygius fasciolatus
1388. Uropterygius fuscoguttatus
1389. Uropterygius genie
1390. Uropterygius golanii
1391. Uropterygius inornatus
1392. Uropterygius kamar
1393. Uropterygius macrocephalus
1394. Uropterygius macularius
1395. Uropterygius makatei
1396. Uropterygius marmoratus
1397. Uropterygius micropterus
1398. Uropterygius nagoensis
1399. Uropterygius polyspilus
1400. Uropterygius polystictus
1401. Uropterygius supraforatus
1402. Uropterygius versutus
1403. Uropterygius wheeleri
1404. Uropterygius xanthopterus
1405. Uropterygius xenodontus
1406. Urotrygon aspidura
1407. Urotrygon caudispinosus
1408. Urotrygon chilensis
1409. Urotrygon cimar
1410. Urotrygon microphthalmum
1411. Urotrygon munda
1412. Urotrygon nana
1413. Urotrygon peruanus
1414. Urotrygon reticulata
1415. Urotrygon rogersi
1416. Urotrygon serrula
1417. Urotrygon simulatrix
1418. Urotrygon venezuelae
1419. Ursinoscorpaenopsis kitai
1420. Utiaritichthys longidorsalis
1421. Utiaritichthys sennaebragai
1422. Vaillantella cinnamomea
1423. Vaillantella euepiptera
1424. Vaillantella maassi
1425. Valamugil buchanani
1426. Valamugil cunnesius
1427. Valamugil delicata
1428. Valamugil engeli
1429. Valamugil formosae
1430. Valamugil georgii
1431. Valamugil robustus
1432. Valamugil seheli
1433. Valamugil speigleri
1434. Valencia hispanica
1435. Valencia letourneuxi
1436. Valenciennea alleni
1437. Valenciennea bella
1438. Valenciennea decora
1439. Valenciennea helsdingenii
1440. Valenciennea immaculata
1441. Valenciennea limicola
1442. Valenciennea longipinnis
1443. Valenciennea muralis
1444. Valenciennea parva
1445. Valenciennea persica
1446. Valenciennea puellaris
1447. Valenciennea randalli
1448. Valenciennea sexguttata
1449. Valenciennea strigata
1450. Valenciennea wardii
1451. Valenciennellus carlsbergi
1452. Valenciennellus tripunctulatus
1453. Vanacampus margaritifer
1454. Vanacampus phillipi
1455. Vanacampus poecilolaemus
1456. Vanacampus vercoi
1457. Vandellia balzanii
1458. Vandellia beccarii
1459. Vandellia cirrhosa
1460. Vandellia sanguinea
1461. Vanderhorstia ambanoro
1462. Vanderhorstia attenuata
1463. Vanderhorstia auronotata
1464. Vanderhorstia auropunctata
1465. Vanderhorstia bella
1466. Vanderhorstia belloides
1467. Vanderhorstia delagoae
1468. Vanderhorstia dorsomacula
1469. Vanderhorstia fasciaventris
1470. Vanderhorstia flavilineata
1471. Vanderhorstia hiramatsui
1472. Vanderhorstia kizakura
1473. Vanderhorstia longimanus
1474. Vanderhorstia macropteryx
1475. Vanderhorstia mertensi
1476. Vanderhorstia nannai
1477. Vanderhorstia nobilis
1478. Vanderhorstia opercularis
1479. Vanderhorstia ornatissima
1480. Vanderhorstia papilio
1481. Vanderhorstia rapa
1482. Vanderhorstia steelei
1483. Vanmanenia caldwelli
1484. Vanmanenia gymnetrus
1485. Vanmanenia hainanensis
1486. Vanmanenia homalocephala
1487. Vanmanenia lineata
1488. Vanmanenia pingchowensis
1489. Vanmanenia serrilineata
1490. Vanmanenia stenosoma
1491. Vanmanenia striata
1492. Vanmanenia tetraloba
1493. Vanmanenia xinyiensis
1494. Vanneaugobius canariensis
1495. Vanneaugobius dollfusi
1496. Vanneaugobius pruvoti
1497. Vanstraelenia chirophthalma
1498. Variabilichromis moorii
1499. Varicorhinus alticorpus
1500. Varicorhinus altipinnis
1501. Varicorhinus ansorgii
1502. Varicorhinus axelrodi
1503. Varicorhinus babeensis
1504. Varicorhinus barbatulus
1505. Varicorhinus beso
1506. Varicorhinus brauni
1507. Varicorhinus capoetoides
1508. Varicorhinus clarkeae
1509. Varicorhinus dimidiatus
1510. Varicorhinus ensifer
1511. Varicorhinus fimbriatus
1512. Varicorhinus iphthimostoma
1513. Varicorhinus jaegeri
1514. Varicorhinus jubae
1515. Varicorhinus latirostris
1516. Varicorhinus leleupanus
1517. Varicorhinus longidorsalis
1518. Varicorhinus lufupensis
1519. Varicorhinus macrolepidotus
1520. Varicorhinus mariae
1521. Varicorhinus maroccanus
1522. Varicorhinus nelspruitensis
1523. Varicorhinus pellegrini
1524. Varicorhinus platystomus
1525. Varicorhinus pungweensis
1526. Varicorhinus robertsi
1527. Varicorhinus ruandae
1528. Varicorhinus ruwenzorii
1529. Varicorhinus sandersi
1530. Varicorhinus semireticulatus
1531. Varicorhinus steindachneri
1532. Varicorhinus stenostoma
1533. Varicorhinus thacbaensis
1534. Varicorhinus tornieri
1535. Varicorhinus upembensis
1536. Varicorhinus varicostoma
1537. Varicorhinus werneri
1538. Varicorhinus wittei
1539. Varicorhinus xyrocheilus
1540. Varicorhinus yeni
1541. Varicus bucca
1542. Varicus imswe
1543. Varicus marilynae
1544. Variichthys jamoerensis
1545. Variichthys lacustris
1546. Variola albimarginata
1547. Variola louti
1548. Velifer hypselopterus
1549. Vellitor centropomus
1550. Vellitor minutus
1551. Venefica multiporosa
1552. Venefica ocella
1553. Venefica proboscidea
1554. Venefica procera
1555. Venefica tentaculata
1556. Ventichthys biospeedoi
1557. Ventrifossa atherodon
1558. Ventrifossa ctenomelas
1559. Ventrifossa divergens
1560. Ventrifossa fusca
1561. Ventrifossa garmani
1562. Ventrifossa gomoni
1563. Ventrifossa johnboborum
1564. Ventrifossa longibarbata
1565. Ventrifossa macrodon
1566. Ventrifossa macropogon
1567. Ventrifossa macroptera
1568. Ventrifossa misakia
1569. Ventrifossa mucocephalus
1570. Ventrifossa mystax
1571. Ventrifossa nasuta
1572. Ventrifossa nigrodorsalis
1573. Ventrifossa obtusirostris
1574. Ventrifossa paxtoni
1575. Ventrifossa petersonii
1576. Ventrifossa rhipidodorsalis
1577. Ventrifossa saikaiensis
1578. Ventrifossa sazonovi
1579. Ventrifossa teres
1580. Ventrifossa vinolenta
1581. Verasper moseri
1582. Verasper variegatus
1583. Verilus sordidus
1584. Vespicula bottae
1585. Vespicula cypho
1586. Vespicula trachinoides
1587. Vespicula zollingeri
1588. Vieja argentea
1589. Vieja bifasciata
1590. Vieja breidohri
1591. Vieja fenestrata
1592. Vieja godmanni
1593. Vieja guttulata
1594. Vieja hartwegi
1595. Vieja heterospila
1596. Vieja intermedia
1597. Vieja maculicauda
1598. Vieja melanura
1599. Vieja microphthalma
1600. Vieja regani
1601. Vieja synspila
1602. Vieja tuyrensis
1603. Vieja zonata
1604. Vimba elongata
1605. Vimba melanops
1606. Vimba vimba
1607. Vincentia badia
1608. Vincentia chrysura
1609. Vincentia conspersa
1610. Vincentia macrocauda
1611. Vincentia novaehollandiae
1612. Vincentia punctata
1613. Vinciguerria attenuata
1614. Vinciguerria lucetia
1615. Vinciguerria mabahiss
1616. Vinciguerria nimbaria
1617. Vinciguerria poweriae
1618. Virididentex acromegalus
1619. Vitiaziella cubiceps
1620. Vladichthys gloverensis
1621. Vomeridens infuscipinnis
1622. Vomerogobius flavus
1623. Wallago attu
1624. Wallago hexanema
1625. Wallago leerii
1626. Wallago maculatus
1627. Wallago micropogon
1628. Wattsia mossambica
1629. Wertheimeria maculata
1630. Wetmorella albofasciata
1631. Wetmorella nigropinnata
1632. Wetmorella tanakai
1633. Wheelerigobius maltzani
1634. Wheelerigobius wirtzi
1635. Winteria telescopa
1636. Woodsia meyerwaardeni
1637. Woodsia nonsuchae
1638. Xanthichthys auromarginatus
1639. Xanthichthys caeruleolineatus
1640. Xanthichthys lima
1641. Xanthichthys lineopunctatus
1642. Xanthichthys mento
1643. Xanthichthys ringens
1644. Xenagoniates bondi
1645. Xenaploactis anopta
1646. Xenaploactis asperrima
1647. Xenaploactis cautes
1648. Xenentodon cancila
1649. Xenentodon canciloides
1650. Xeneretmus latifrons
1651. Xeneretmus leiops
1652. Xeneretmus ritteri
1653. Xeneretmus triacanthus
1654. Xenichthys agassizii
1655. Xenichthys rupestris
1656. Xenichthys xanti
1657. Xenisthmus africanus
1658. Xenisthmus balius
1659. Xenisthmus chi
1660. Xenisthmus clarus
1661. Xenisthmus eirospilus
1662. Xenisthmus polyzonatus
1663. Xenisthmus semicinctus
1664. Xenistius californiensis
1665. Xenistius peruanus
1666. Xenobalistes tumidipectoris
1667. Xenobarbus loveridgei
1668. Xenobrama microlepis
1669. Xenocephalus australiensis
1670. Xenocephalus elongatus
1671. Xenocharax spilurus
1672. Xenochromis hecqui
1673. Xenoclarias eupogon
1674. Xenoconger fryeri
1675. Xenocyprioides carinatus
1676. Xenocyprioides parvulus
1677. Xenocypris argentea
1678. Xenocypris davidi
1679. Xenocypris fangi
1680. Xenocypris hupeinensis
1681. Xenocypris medius
1682. Xenocypris yunnanensis
1683. Xenocys jessiae
1684. Xenodermichthys copei
1685. Xenodermichthys nodulosus
1686. Xenodexia ctenolepis
1687. Xenojulis margaritaceus
1688. Xenolepidichthys dalgleishi
1689. Xenomedea rhodopyga
1690. Xenomugil thoburni
1691. Xenomystax atrarius
1692. Xenomystax austrinus
1693. Xenomystax bidentatus
1694. Xenomystax congroides
1695. Xenomystax trucidans
1696. Xenomystus nigri
1697. Xenoophorus captivus
1698. Xenophallus umbratilis
1699. Xenophthalmichthys danae
1700. Xenophysogobio boulengeri
1701. Xenophysogobio nudicorpa
1702. Xenopoclinus kochi
1703. Xenopoclinus leprosus
1704. Xenopoecilus oophorus
1705. Xenopoecilus poptae
1706. Xenopoecilus sarasinorum
1707. Xenopterus naritus
1708. Xenotaenia resolanae
1709. Xenotilapia bathyphila
1710. Xenotilapia boulengeri
1711. Xenotilapia burtoni
1712. Xenotilapia caudafasciata
1713. Xenotilapia flavipinnis
1714. Xenotilapia leptura
1715. Xenotilapia longispinis
1716. Xenotilapia melanogenys
1717. Xenotilapia nasus
1718. Xenotilapia nigrolabiata
1719. Xenotilapia ochrogenys
1720. Xenotilapia ornatipinnis
1721. Xenotilapia papilio
1722. Xenotilapia rotundiventralis
1723. Xenotilapia sima
1724. Xenotilapia spiloptera
1725. Xenotilapia tenuidentata
1726. Xenotoca eiseni
1727. Xenotoca melanosoma
1728. Xenotoca variata
1729. Xenurobrycon coracoralinae
1730. Xenurobrycon heterodon
1731. Xenurobrycon macropus
1732. Xenurobrycon polyancistrus
1733. Xenurobrycon pteropus
1734. Xestochilus nebulosus
1735. Xiphasia matsubarai
1736. Xiphasia setifer
1737. Xiphias gladius
1738. Xiphister atropurpureus
1739. Xiphister mucosus
1740. Xiphocheilus typus
1741. Xiphophorus alvarezi
1742. Xiphophorus andersi
1743. Xiphophorus birchmanni
1744. Xiphophorus clemenciae
1745. Xiphophorus continens
1746. Xiphophorus cortezi
1747. Xiphophorus couchianus
1748. Xiphophorus evelynae
1749. Xiphophorus gordoni
1750. Xiphophorus hellerii
1751. Xiphophorus kallmani
1752. Xiphophorus kosszanderi
1753. Xiphophorus maculatus
1754. Xiphophorus malinche
1755. Xiphophorus mayae
1756. Xiphophorus meyeri
1757. Xiphophorus milleri
1758. Xiphophorus mixei
1759. Xiphophorus montezumae
1760. Xiphophorus monticolus
1761. Xiphophorus multilineatus
1762. Xiphophorus nezahualcoyotl
1763. Xiphophorus nigrensis
1764. Xiphophorus pygmaeus
1765. Xiphophorus roseni
1766. Xiphophorus signum
1767. Xiphophorus variatus
1768. Xiphophorus xiphidium
1769. Xiurenbagrus gigas
1770. Xiurenbagrus xiurenensis
1771. Xyelacyba myersi
1772. Xyliphius barbatus
1773. Xyliphius kryptos
1774. Xyliphius lepturus
1775. Xyliphius lombarderoi
1776. Xyliphius magdalenae
1777. Xyliphius melanopterus
1778. Xyrauchen texanus
1779. Xyrias guineensis
1780. Xyrias multiserialis
1781. Xyrias revulsus
1782. Xyrichtys bimaculatus
1783. Xyrichtys blanchardi
1784. Xyrichtys cyanifrons
1785. Xyrichtys dea
1786. Xyrichtys geisha
1787. Xyrichtys incandescens
1788. Xyrichtys jacksonensis
1789. Xyrichtys javanicus
1790. Xyrichtys koteamea
1791. Xyrichtys martinicensis
1792. Xyrichtys melanopus
1793. Xyrichtys mundiceps
1794. Xyrichtys niger
1795. Xyrichtys novacula
1796. Xyrichtys pastellus
1797. Xyrichtys pentadactylus
1798. Xyrichtys rajagopalani
1799. Xyrichtys sanctaehelenae
1800. Xyrichtys splendens
1801. Xyrichtys trivittatus
1802. Xyrichtys twistii
1803. Xyrichtys verrens
1804. Xyrichtys victori
1805. Xyrichtys virens
1806. Xyrichtys wellingtoni
1807. Xyrichtys woodi
1808. Xystreurys liolepis
1809. Xystreurys rasile
1810. Yaoshanicus arcus
1811. Yaoshanicus dorsohorizontalis
1812. Yaoshanicus kyphus
1813. Yarrella argenteola
1814. Yarrella blackfordi
1815. Yasuhikotakia caudipunctata
1816. Yasuhikotakia eos
1817. Yasuhikotakia lecontei
1818. Yasuhikotakia longidorsalis
1819. Yasuhikotakia modesta
1820. Yasuhikotakia morleti
1821. Yasuhikotakia nigrolineata
1822. Yasuhikotakia sidthimunki
1823. Yasuhikotakia splendida
1824. Yirrkala chaselingi
1825. Yirrkala fusca
1826. Yirrkala gjellerupi
1827. Yirrkala insolitus
1828. Yirrkala kaupii
1829. Yirrkala lumbricoides
1830. Yirrkala macrodon
1831. Yirrkala maculata
1832. Yirrkala maculatus
1833. Yirrkala misolensis
1834. Yirrkala moluccensis
1835. Yirrkala moorei
1836. Yirrkala tenuis
1837. Yongeichthys criniger
1838. Yongeichthys nebulosus
1839. Yongeichthys thomasi
1840. Yongeichthys tuticorinensis
1841. Yunnanilus altus
1842. Yunnanilus analis
1843. Yunnanilus bajiangensis
1844. Yunnanilus beipanjiangensis
1845. Yunnanilus brevis
1846. Yunnanilus caohaiensis
1847. Yunnanilus chui
1848. Yunnanilus cruciatus
1849. Yunnanilus discoloris
1850. Yunnanilus elakatis
1851. Yunnanilus forkicaudalis
1852. Yunnanilus longibarbatus
1853. Yunnanilus longibulla
1854. Yunnanilus longidorsalis
1855. Yunnanilus macrogaster
1856. Yunnanilus macroistainus
1857. Yunnanilus macrolepis
1858. Yunnanilus nanpanjiangensis
1859. Yunnanilus niger
1860. Yunnanilus nigromaculatus
1861. Yunnanilus obtusirostris
1862. Yunnanilus pachycephalus
1863. Yunnanilus paludosus
1864. Yunnanilus parvus
1865. Yunnanilus pleurotaenia
1866. Yunnanilus pulcherrimus
1867. Yunnanilus sichuanensis
1868. Yunnanilus yangzonghaiensis
1869. Yuriria alta
1870. Yuriria chapalae
1871. Zabidius novemaculeatus
1872. Zacco chengtui
1873. Zacco koreanus
1874. Zacco pachycephalus
1875. Zacco platypus
1876. Zacco sieboldii
1877. Zacco taiwanensis
1878. Zacco temminckii
1879. Zaireichthys camerunensis
1880. Zaireichthys compactus
1881. Zaireichthys dorae
1882. Zaireichthys flavomaculatus
1883. Zaireichthys heterurus
1884. Zaireichthys mandevillei
1885. Zaireichthys rotundiceps
1886. Zaireichthys wamiensis
1887. Zaireichthys zonatus
1888. Zalembius rosaceus
1889. Zalieutes elater
1890. Zalieutes mcgintyi
1891. Zameus ichiharai
1892. Zameus squamulosus
1893. Zanclistius elevatus
1894. Zanclorhynchus spinifer
1895. Zanclus cornutus
1896. Zaniolepis frenata
1897. Zaniolepis latipinnis
1898. Zanobatus schoenleinii
1899. Zappa confluentus
1900. Zaprora silenus
1901. Zapteryx brevirostris
1902. Zapteryx exasperata
1903. Zapteryx xyster
1904. Zearaja chilensis
1905. Zearaja maugeana
1906. Zearaja nasuta
1907. Zebrasoma desjardinii
1908. Zebrasoma flavescens
1909. Zebrasoma gemmatum
1910. Zebrasoma rostratum
1911. Zebrasoma scopas
1912. Zebrasoma veliferum
1913. Zebrasoma xanthurum
1914. Zebrias altipinnis
1915. Zebrias annandalei
1916. Zebrias captivus
1917. Zebrias craticula
1918. Zebrias crossolepis
1919. Zebrias fasciatus
1920. Zebrias japonica
1921. Zebrias keralensis
1922. Zebrias lucapensis
1923. Zebrias maculosus
1924. Zebrias munroi
1925. Zebrias penescalaris
1926. Zebrias quagga
1927. Zebrias regani
1928. Zebrias scalaris
1929. Zebrias synapturoides
1930. Zebrias zebra
1931. Zebrias zebrinus
1932. Zebrus zebrus
1933. Zenarchopterus alleni
1934. Zenarchopterus beauforti
1935. Zenarchopterus buffonis
1936. Zenarchopterus caudovittatus
1937. Zenarchopterus clarus
1938. Zenarchopterus dispar
1939. Zenarchopterus dunckeri
1940. Zenarchopterus dux
1941. Zenarchopterus ectuntio
1942. Zenarchopterus gilli
1943. Zenarchopterus kampeni
1944. Zenarchopterus novaeguineae
1945. Zenarchopterus ornithocephala
1946. Zenarchopterus pappenheimi
1947. Zenarchopterus philippinus
1948. Zenarchopterus quadrimaculatus
1949. Zenarchopterus rasori
1950. Zenarchopterus robertsi
1951. Zenarchopterus striga
1952. Zenarchopterus xiphophorus
1953. Zenion hololepis
1954. Zenion japonicum
1955. Zenion leptolepis
1956. Zenion longipinnis
1957. Zenopsis conchifer
1958. Zenopsis nebulosa
1959. Zenopsis oblongus
1960. Zenopsis stabilispinosa
1961. Zephyrichthys barryi
1962. Zesticelus bathybius
1963. Zesticelus ochotensis
1964. Zesticelus profundorum
1965. Zeugopterus punctatus
1966. Zeugopterus regius
1967. Zeus capensis
1968. Zeus faber
1969. Zingel asper
1970. Zingel balcanicus
1971. Zingel streber
1972. Zingel zingel
1973. Zoarces americanus
1974. Zoarces andriashevi
1975. Zoarces elongatus
1976. Zoarces fedorovi
1977. Zoarces gillii
1978. Zoarces viviparus
1979. Zoarchias glaber
1980. Zoarchias hosoyai
1981. Zoarchias macrocephalus
1982. Zoarchias major
1983. Zoarchias microstomus
1984. Zoarchias neglectus
1985. Zoarchias uchidai
1986. Zoarchias veneficus
1987. Zoogoneticus quitzeoensis
1988. Zoogoneticus tequila
1989. Zoramia flebila
1990. Zoramia fragilis
1991. Zoramia gilberti
1992. Zoramia leptacantha
1993. Zoramia perlita
1994. Zoramia viridiventer
1995. Zosterisessor ophiocephalus
1996. Zu cristatus
1997. Zu elongatus
1998. Zungaro jahu
1999. Zungaro zungaro
2000. Zungaropsis multimaculatus